# Asteroide cruzador de Urano

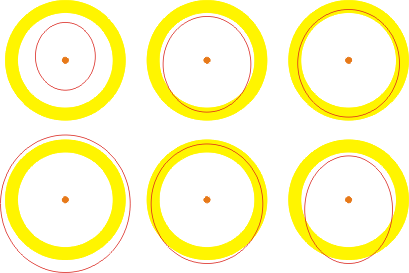
Diagrama exibindo diferentes órbitas de asteroides. A faixa amarela representa a órbita de Urano; a linha vermelha representa a órbita do asteroide, como se segue:
• Interna: esquerda, acima
• Interior: centro, acima
• Coorbital (Asteroide troiano): direita, acima
• Externa: esquerda, abaixo
• Exterior: centro, abaixo
• Cruzadora: direita, abaixo.

Um asteroide cruzador de Urano é um corpo menor que atravessa a órbita do planeta Urano. Os asteroides cruzadores de Urano conhecidos (desde 2005) estão listados abaixo. A maioria, se não todos, dos cruzadores são centauros.

## Lista
- 2060 Quíron †
- 5145 Folo
- 5335 Dâmocles
- 7066 Nesso
- 8405 Asbolo
- 10199 Cáriclo †
- 10370 Hilónome ‡
- 20461 Dioretsa
- (29981) 1999 TD10
- 42355 Tifão
- (44594) 1999 OX3
- 49036 Pélion
- 52975 Cilaro
- 54598 Bienor †
- 55576 Âmico
- (65407) 2002 RP120
- 65489 Ceto
- (73480) 2002 PN34
- 83982 Crantor
- (87555) 2000 QB243
- (88269) 2001 KF77 ‡
- (95626) 2002 GZ32